# 포항송도초등학교
포항송도초등학교는 대한민국 경상북도 포항시 남구에 있는 초등학교다.

## 학교 연혁
- 1970.03.05 포항송도국민학교 설립인가
- 1972.02.19 제1회 졸업
- 1976.12.10 학력 우수교 표창 수상
- 1980.03.01 송림국민학교 개교와 함께 분리 이관
- 1982.03.01 해양 탐구교육 시범학교(도, 2년간)
- 1994.10.25 병설유치원 설립 인가
- 1996.03.01 포항송도초등학교로 교명 변경
- 2004.12.15 독서 교육 환경 콘테스트 수상
- 2005.03.01 방과후학교 시범학교 지정(도,2년간)
- 2007.04.18 교육복지투자우선지역 학교 지정(5년간)
- 2010.03.01 교육복지투자 시범학교 지정(도, 1년간)
- 2011.03.01 교육복지우선지원 시범학교 지정(도, 1년간)
- 2014.09.01 제21대 이각우 교장 부임
- 2015.02.13 제44회 졸업식(졸업생 총 수 9,298명)
- 2015.03.01 7학급 편성(특수학급 1학급 포함)